# Kia Combi
Kia Combi — серия автобусов малой вместимости, выпускаемых заводами Asia Motors и Kia Motors в период с 1983 по 2002 год.

## История
В октябре 1983 года были выпущены 24-местные автобусы Asia Motors AM805/807 "Combi", которые были запущены в серийное производство в 1984 году. Объём большинства шестицилиндровых двигателей Mazda ZB составлял 4052 см3, мощность — 100 л. с. (74 кВт) при 3600 оборотах в минуту. Они сменили первое поколение Mazda Parkway, основанное на втором поколении Parkway. В 1994 году в модельный ряд был добавлен AM815 Hi-Combi.
В 1996 году была произведена ещё одна модификация с двойными фарами, включающая более современные небольшие четырёхцилиндровые дизельные двигатели Hyundai мощностью 120 л. с., а также переработанную приборную панель. Из-за слияния тремя годами позднее заводов Kia Motors и Hyundai Motor Company производство автобусов Kia Combi было остановлено 28 октября 2002 года.